# Heterogomphus amphitryon
Heterogomphus amphitryon är en skalbaggsart som beskrevs av Hermann Burmeister 1847. Heterogomphus amphitryon ingår i släktet Heterogomphus och familjen Dynastidae. Inga underarter finns listade i Catalogue of Life.